# Минчо Минчев (политик, р. 1944)
Вижте пояснителната страница за други личности с името Минчо Минчев.
Минчо Мънчев Минчев е български локомотивен машинист, поет и политик, председател на партия Нова Зора. Народен представител от парламентарната група на Коалиция за България в XLII народно събрание. Собственик и главен редактор на вестник „Нова Зора“.

## Биография
Минчо Минчев е роден на 25 септември 1944 година в село Коларово (област Стара Загора), в семейството на полицай. До 14-годишна възраст учи в Стара Загора, а после завършва Техникум по озеленяване в Пловдив. От 1963 до 1967 година е хандбалист в Локомотив Пловдив. През 1964 година постъпва в Полувисшия железопътен институт в София, където завършва специалност „Локомотивен машинист“.
Около 15 години работи като локомотивен машинист в БДЖ. През 1982 година става зам.-завеждащ отдел „Култура“ във в. „Транспортен глас“, а от 1988 до 1990 г. е негов зам.-главен редактор. През 1991 г. става главен редактор на сп. „Железопътен транспорт“, откъдето е уволнен през 1997 г. Пенсионира се през 1998 г. През 1996 година започва да издава вестник Нова Зора.
Минчо Минчев е председател на партия „Нова зора“, а през 2005 г. е от учредителите на коалиция „Атака“. Изгонен от коалицията заради опитите си да я накара да подкрепи коалицията между БСП и ДПС .
На парламентарните избори в България през 2013 година е избран за народен представител от листата на Коалиция за България (в която участва и партия Нова Зора) в 6-и МИР Враца.. Депутатският му мандат е прекратен с разпускането на XLII народно събрание през август 2014. Подкрепя коалицията между БСП и ДПС.

## Държавна сигурност
На 29 януари 2008 г. е обявен от Комисията по досиетата за принадлежност към структурите на бившата Държавна сигурност – отдел „Борба с идеологическата диверсия“. Според документи той е вербуван на 9 октомври 1985 година от о.р. Волен Кузов, регистриран на 21 октомври през същата година. Качеството, в което е осъществявано сътрудничеството – секретен сътрудник агент с псевдоними Арабаджиев.

### Стихотворения
- „Безсъние в неделя вечер“ (1977)
- „Мелница“ (1982)
- „Хляб“ (1985)
- „Таран“ (1988)
- „Ризница за голо тяло“ (1990)
- „Ревността на боговете“ (1998)